# Енді Дакет
Енді (Ендрю) Дакет англ. Andy Ducat (16 лютого 1886, Брікстон, Лондон — 23 липня 1942, Лондон) — знаменитий англійський крикетист і футболіст.
Гру у двох видах спорту він суміщав і добився великих успіхів і в футболі і в крикеті. Грав за збірні Англії і з футболу, і з крикету.
Отримав звання крикетиста року (1920). Виступав за англійські футбольні команди: «Саутенд Юнайтед» (1903—1905), «Арсенал» (1905 — 1912, 175 матчів, 19 голів), «Астон Вілла» (1912 — 1921, 74 матчі, 4 голи), «Фулхем» (1921 — 1924, 64 матчі).
Після завершення кар'єри футболіста 2 роки був головним тренером «Фулхема» (1924 — 1926).
Дакет був справжньою людиною спорту — роботу в «Фулхемі» він поєднував з виступами в крикеті, а після завершення кар'єри гравця трудився тренером з крикету Ітонського коледжу.
Помер прямо на головному крикетному стадіоні Англії «Лордс Крикет Граунд», під час роботи репортером, в 1942 році від серцевого нападу. Це єдина людина в історії, що померла на цьому стадіоні під час матчу.

## Титули і досягнення
- Володар Кубка Англії (1): 1919-20